# Séraphine Louis

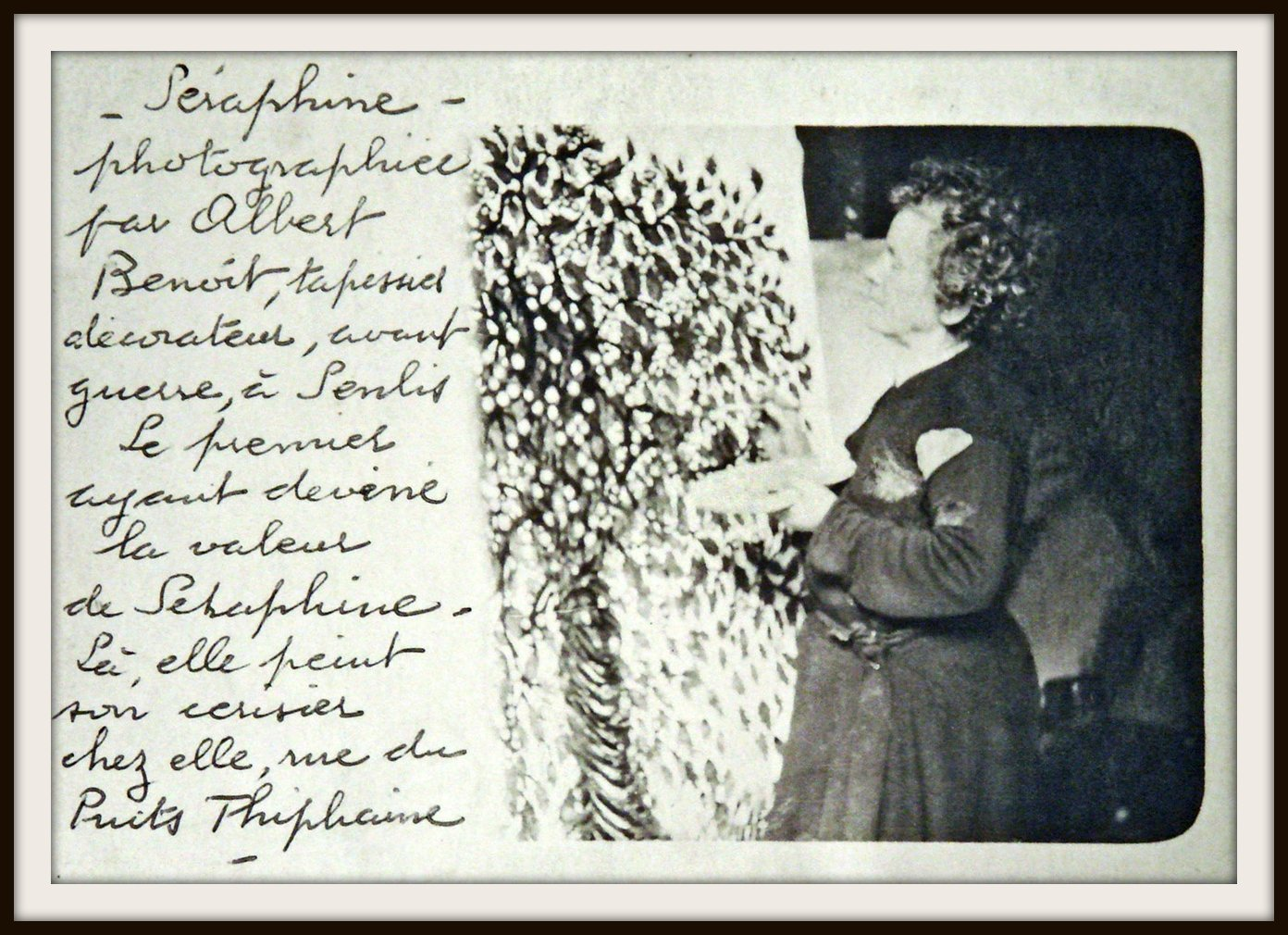
Séraphine de Senlis fotografiada per Albert Benoit.

Séraphine Louis coneguda com a Séraphine de Senlis, (Arsy, Oise, 3 de setembre de 1864 – Villers-sous-Erquery, 11 de desembre 1942), fou una pintora francesa d'estil naïf.
Era una persona sense estudis, amb trastorns psíquics que, de forma autodidacta, pintava inspirada per profundes creences religioses.
La seva pintura molt barroca, atapeïda i minuciosa: fulles, fruits, flors, plens d'arabescs, són els seus motius més representatius. Els colors són vius i radiants, i es desconeix com foren fabricats. Aquesta vivacitat de llum i color sovint s'interpreten com un reflex del seu estat psicològic i episodis d'èxtasi.

## Biografia

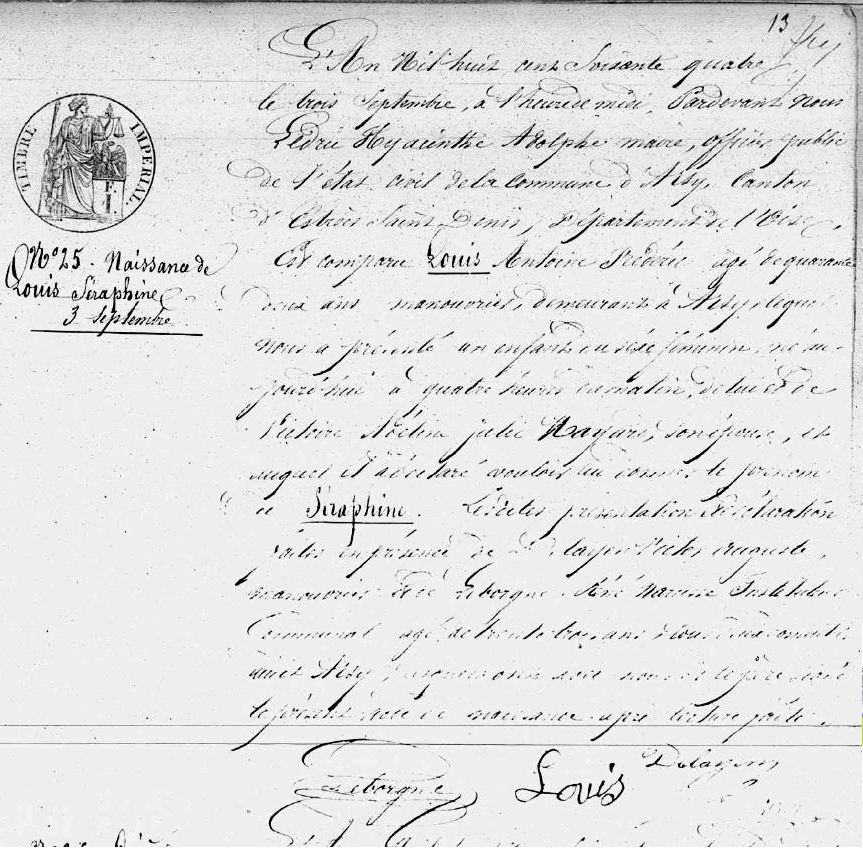
Certificat de naixement de Séraphine Louis (Arxius Departamentals d'Oise)

Séraphine Louis va néixer a Arsy (Oise) el 3 de setembre de 1864. El seu pare era jornaler i la seva mare provenia d'una família pagesa. Séraphine va perdre la seva mare el dia del seu primer aniversari i el seu pare, que es va tornar a casar, va morir quan ella tenia set anys, i va ser recollida per la seva germana gran. Va treballar com a pastora i, a partir de 1881, com dona de la neteja amb les Germanes de la Providència a Clermont (Oise). El 1901, va començar a treballar fent serveis domèstics amb famílies de classe mitjana de Senlis.
Mentre treballava, va començar a pintar a les nits a la llum d'una espelma, sumida en un gran aïllament i realitzant un treball considerable. El marxant i col·leccionista d'art alemany Wilhelm Uhde, amb seu a Senlis, va descobrir el 1912 la seva pintura i li va donar el seu suport. Però es va veure obligat a sortir de França a l'agost de 1914 a causa de la Primera Guerra Mundial, i no va tornar a contactar amb Séraphine fins al 1927, quan la va retrobar en una exposició local a Senlis. La seva ajuda, llavors, va permetre a Séraphine pintar grans llenços de dos metres d'alçada. El 1929, Uhde va organitzar l'exposició Les peintres du Cœur sacré que permet a Séraphine l'accés a una certa millora financera, malbaratada en despeses innecessàries. Tanmateix, des de 1930, Uhde va deixar de comprar les seves pintures a causa de la Gran depressió, cosa que la va portar a una greu pertorbació.
Séraphine cau en la foscor de la bogeria. El 31 de gener de 1932 és internada per "psicosi crònica" a l'Hospital Psiquiàtric de Clermont i, des d'aquell moment ja no va practicar mai més el seu art.
Tanmateix, les seves obres varen ser exhibides per Uhde: el 1932, a l'exposició Les primitifs modernes a París; el 1937-1938, a l'exposició Les maîtres populaires de la réalité, a París, Zuric, Nova York (MOMA); el 1942, l'exposició Les primitifs du XX° siècle a París; el 1945, una exposició monogràfica de Séraphine a la Gallerie de France, París. El 1955 algunes de les seves obres es varen exposar en la documenta 1.
Va morir l'11 de desembre de 1942 als 78 anys a l'annex de l'hospital de Villers-sous-Erquery, en la pobresa i les dures condicions dels asils en l'Ocupació alemanya de França. Séraphine Louis va ser enterrada en una fossa comuna.
La Zander Collection a Colònia, el Museu Maillol a París, el Museu d'Art de Senlis, el Museu d'Art Naïf a Niça i el Museu d'Art Modern Lille Métropole de Villeneuve d'Ascq tenen diverses de les seves obres.

## L'art de Séraphine
Séraphine utilitzava pintures que es preparava ella mateixa amb productes del camp i, alguna vegada, amb productes barrejats amb pintura a l'oli Ripolin. Posteriorment Wilhelm Uhde li va proporcionar olis i vernissos. Pel que fa als pigments i colors, mai no va revelar el seu modus operandi. Resulta bastant extraordinari que la pintura és molt estable i no presenta problemes de conservació. Les seves pintures tenen una textura mat, gairebé encerada. A vegades, la firma està gravada amb un ganivet i revela una subcapa de color contrastant. Sembla que signava els seus quadres abans de pintar-los.
A les seves pintures s'observa a la part inferior, una banda o una zona que és clarament diferent a la resta de la imatge: els fruits i les flors floreixen a partir d'aquesta part de la pintura, així com altres elements: herbes, fulles més fosques que la resta de la taula; una invitació a imaginar aquest espai com una mena de zona subterrània, on tot arrela en un món que està per sota. Aquest principi de la composició es repeteix en molts quadres. Recorda algunes arrels pintades per Frida Kahlo, sobre la base dels exvots populars mexicans.
La necessitat irresistible de creació de Séraphine va fer, en paraules de Bertrand Lorquin, conservador del Museu Maillol, una artista devorada per "aquella famosa necessitat interior esmentada per Kandinski" (presentació de l'exposició Séraphine Louis, coneguda com a Séraphine de Senlis, Museu Maillol, 1 d'octubre de 2008 - 18 maig 2009).
Al fullet de l'exposició monogràfica de 1945, figurava la següent descripció del seu mecenes:
| «                    | ...no ens equivoquem sobre la seva pintura, el que Séraphine de Senlis pinta té l'aparença que és un món estret de flors, fulles i fruits. Aquestes flors, aquestes fulles, aquests fruits són en realitat la imatge de Déu, l'ànima de la França real, símbol de la vida medieval, el geni de la seva catedral amb el repic de campanes, miraculosament convertit en colors. Això no és pintura rústica decorativa, com la que es pot trobar en qualsevol lloc, sinó una obra de poder i fantasia. ... no es jutjaran amb equitat aquestes pintures més que considerant la pastora d'Assy com una germana petita de la pastora de Domrémy, la qual, quan la ciutat de Senlis estava inactiva sota el seu meravellós cel, entre els seus carrers tranquils, amb les esglésies desertes, els jardins tancats per parets de color gris, ella somiava el seu somni medievalitzant, el seu somni de Déu, de França i els seus reis, i en aquest gran silenci convertia en una nova realitat dels sentiments i de creació les seves visions gòtiques... | » |
| — Wilhelm Uhde, 1945 | |   |

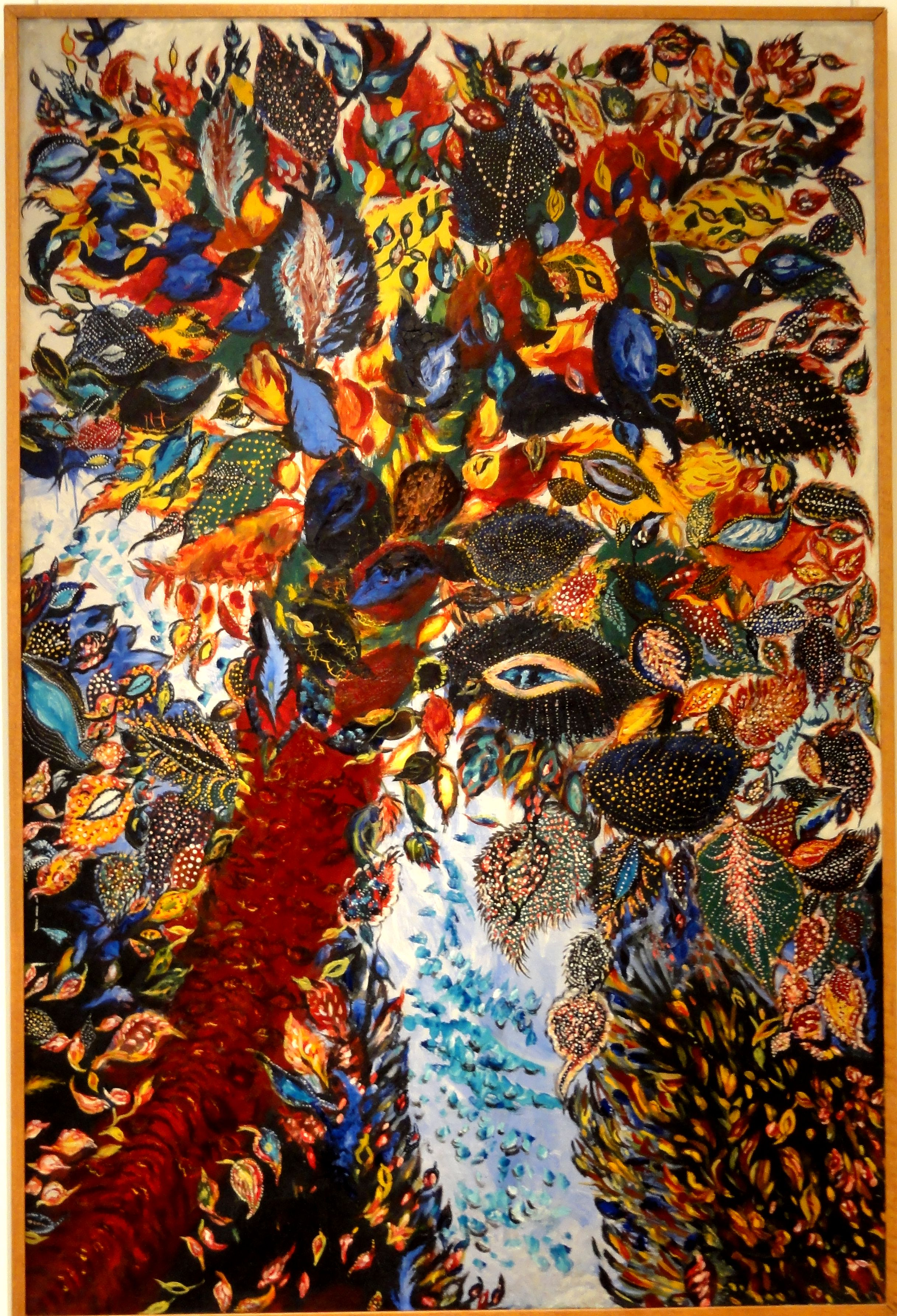
L'arbre de Paradis
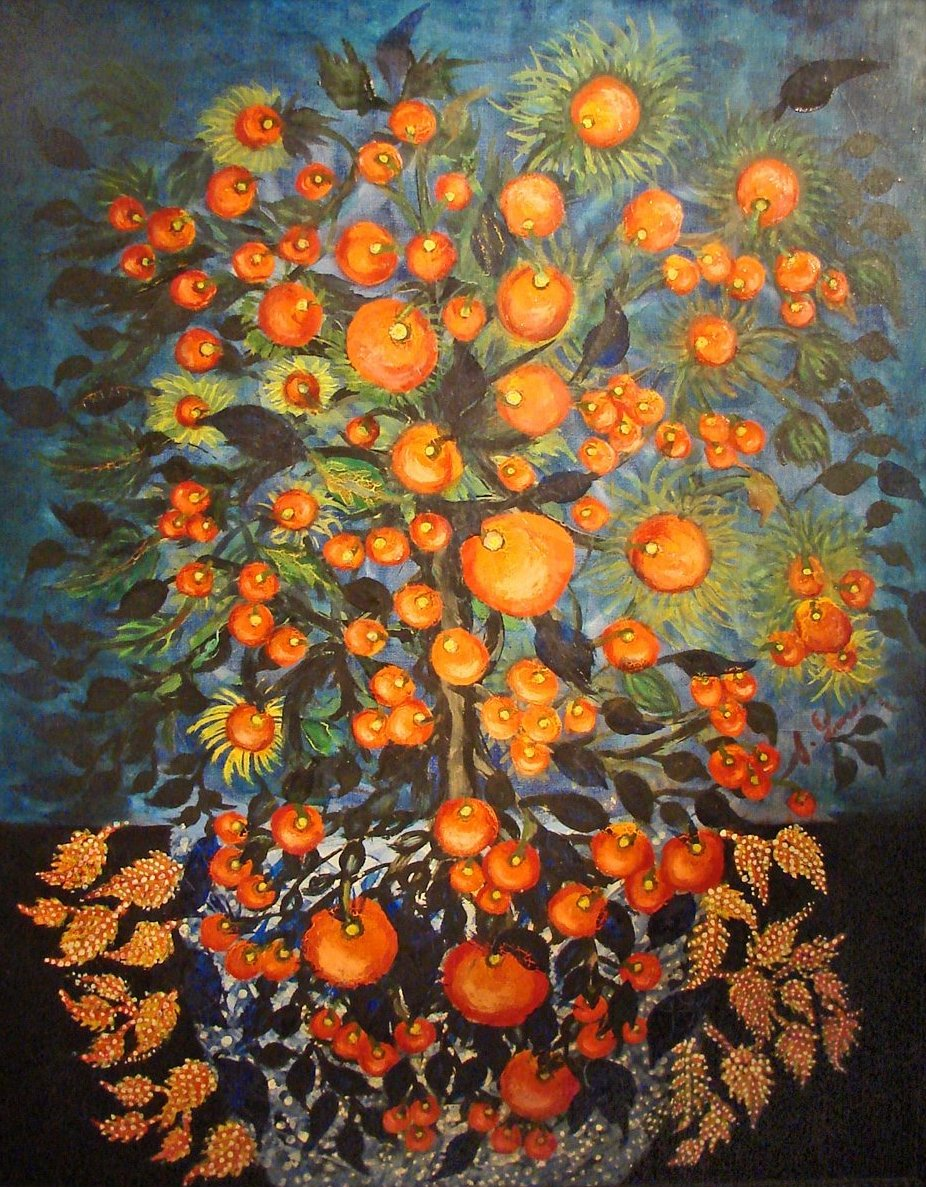
Pommes aux feuilles
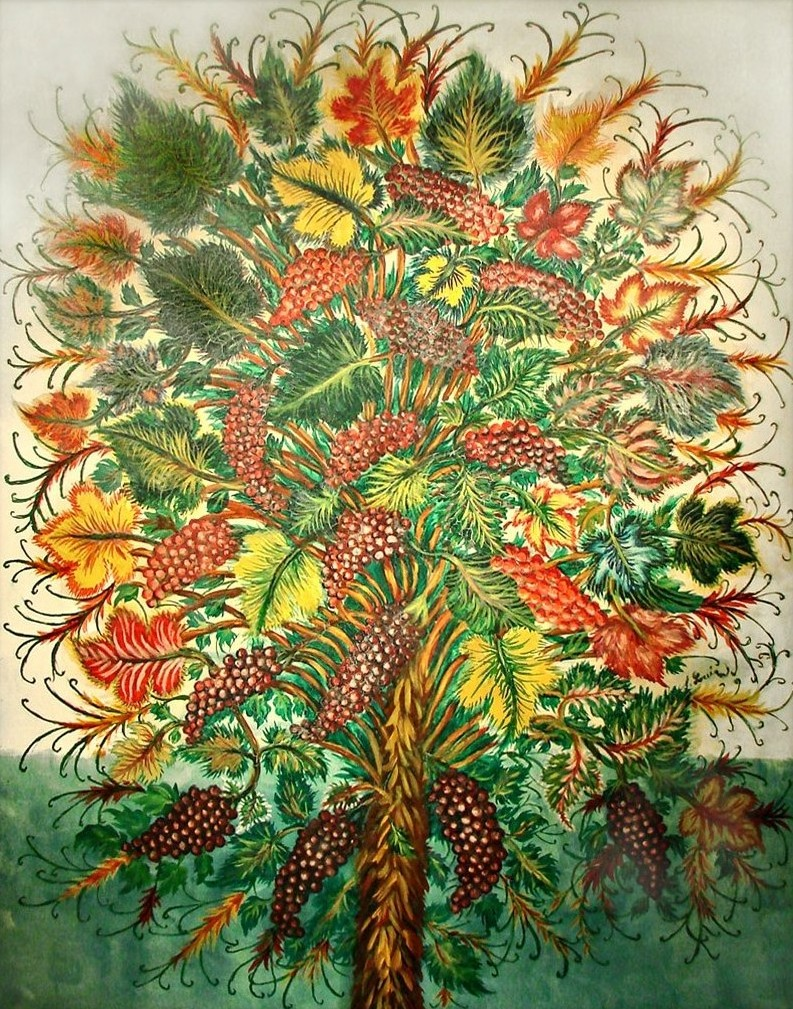
Les Grappes de raisin
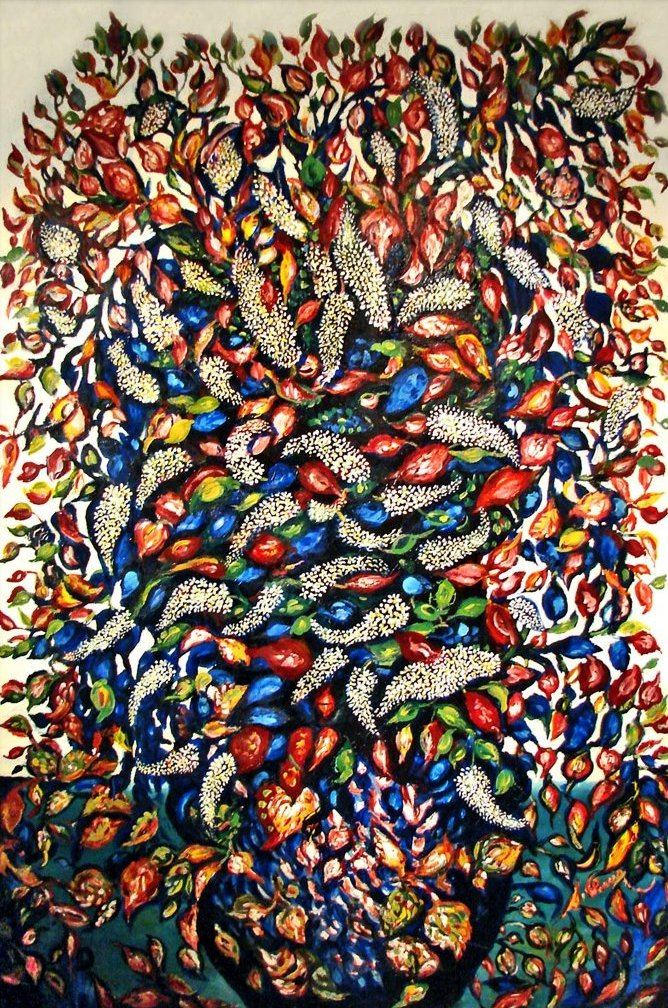
Fleurs et fruits
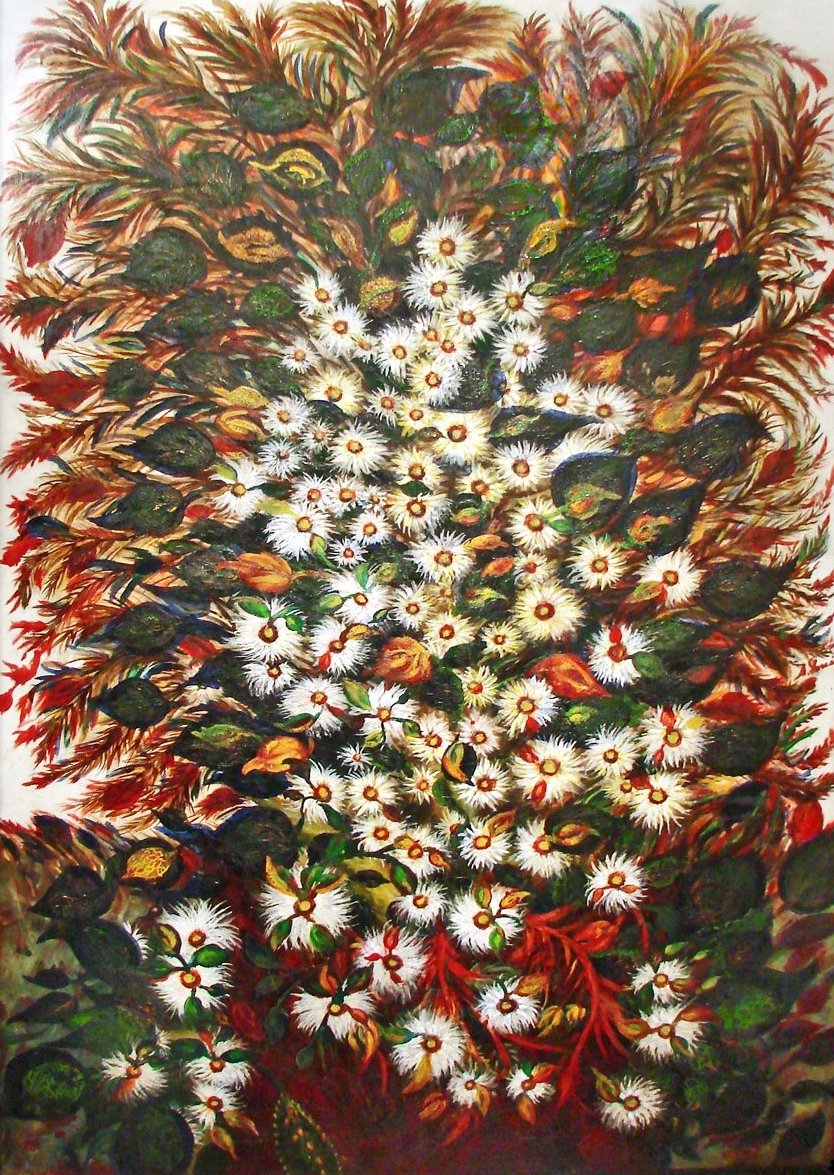
Grandes Marguerites

## Séraphine al Cinema
El 2008, Yolande Moreau va interpretar el film biogràfic francès titulat Séraphine del director Martin Provost. El film va guanyar set Premis César el 2009 entre d'altres el de millor film i millor actriu per la interpretació de la pintora.